# Gulkantad kärrlöpare
Gulkantad kärrlöpare (Agonum marginatum) är en skalbaggsart som först beskrevs av Carl von Linné 1758.  Gulkantad kärrlöpare ingår i släktet Agonum, och familjen jordlöpare. Arten är reproducerande i Sverige.